# Маунт-Олів Тауншип (Нью-Джерсі)
Маунт-Олів Тауншип (англ. Mount Olive Township) — селище (англ. township) в США, в окрузі Морріс штату Нью-Джерсі. Населення — 28 886 осіб (2020).

## Демографія
Згідно з переписом 2010 року, у селищі мешкало 28 117 осіб у 10 690 домогосподарствах у складі 7325 родин. Було 11244 помешкання
Расовий склад населення:
| - 80,7 % — білих - 8,2 % — азіатів - 5,7 % — чорних або афроамериканців - 0,2 % — корінних американців - 2,9 % — осіб інших рас |

До двох чи більше рас належало 2,3 %. Частка іспаномовних становила 11,5 % від усіх жителів.
За віковим діапазоном населення розподілялося таким чином: 26,3 % — особи молодші 18 років, 64,7 % — особи у віці 18—64 років, 9,0 % — особи у віці 65 років та старші. Медіана віку мешканця становила 37,8 року. На 100 осіб жіночої статі у селищі припадало 97,3 чоловіків;  на 100 жінок у віці від 18 років та старших — 94,6 чоловіків також старших 18 років.
Середній дохід на одне домашнє господарство  становив 111 972 долари США (медіана — 88 333), а середній дохід на одну сім'ю — 135 351 долар (медіана — 109 369). Медіана доходів становила 83 850 доларів для чоловіків та 52 295 доларів для жінок. За межею бідності перебувало 4,6 % осіб, у тому числі 4,1 % дітей у віці до 18 років та 6,8 % осіб у віці 65 років та старших.
Цивільне працевлаштоване населення становило 15 097 осіб. Основні галузі зайнятості: освіта, охорона здоров'я та соціальна допомога — 19,9 %, роздрібна торгівля — 17,0 %, виробництво — 14,9 %, науковці, спеціалісти, менеджери — 13,6 %.